# Marcello Andrei
Marcello Andrei (Roma, 1922) è un regista e sceneggiatore italiano.

## Filmografia

### Regista e sceneggiatore
- Arcipelago di fuoco (1957) documentario
- La smania addosso (1963)
- Verginità (1974)
- Un fiocco nero per Deborah (1974)
- Il tempo degli assassini (1975)
- Scandalo in famiglia (1976)
- El macho (1977)
- Aurora Express, una forza al servizio della pace (1988)

### Sceneggiatore
- Mosca addio (1987)